# Radio Mercur
Radio Mercur war der erste kommerzielle Hörfunksender Dänemarks. Er wurde vom 2. August 1958 bis 31. Juli 1962 betrieben.

## Geschichte
Radio Mercur wurde vom Schiff Cheeta aus internationalem Gewässer zwischen Dänemark und Schweden ausgestrahlt. Der Sender wurde von Peer Jansen und Ib Fogh betrieben. Radio Mercur sendete auf Ultrakurzwelle Musik, Nachrichten, Hörspiele und Reklame. Die Sendungen konnten mithilfe eines zweiten Sendebootes zwischen Fünen und Seeland in großen Teilen des Landes gehört werden.
Das dänische Parlament verabschiedete 1962 ein Gesetz gegen unlizenzierte Radiosender („Lex Mercur“). Der nun illegale Sendebetrieb musste zwei Wochen später eingestellt werden.